# Pan-Amerikaans kampioenschap handbal mannen 2014
Het Pan-Amerikaans kampioenschap handbal mannen 2014 was de zestiende editie van dit toernooi, dat ditmaal werd gehouden in de Uruguayaanse stad Canelones. Het begon op maandag 23 juni en eindigde op zondag 29 juni 2014. Winnaar Argentinië plaatste zich voor het wereldkampioenschap 2015, evenals de nummers twee en drie, respectievelijk Brazilië en Chili.

## Voorronde

### Groep A
| 24 juni 2014 18:00 | Brazilië | 28 – 17 | Verenigde Staten | Estadio Sergio Matto, Canelones |
| 24 juni 2014 18:00 | (15–8)   |         |                  | Estadio Sergio Matto, Canelones |
| 24 juni 2014 18:00 |          |         |                  | Estadio Sergio Matto, Canelones |

| 24 juni 2014 20:00 | Uruguay | 36 – 19 | Guatemala | Estadio Sergio Matto, Canelones |
| 24 juni 2014 20:00 | (17–9)  |         |           | Estadio Sergio Matto, Canelones |
| 24 juni 2014 20:00 |         |         |           | Estadio Sergio Matto, Canelones |

| 25 juni 2014 16:00 | Brazilië | 54 – 12 | Guatemala | Estadio Sergio Matto, Canelones |
| 25 juni 2014 16:00 | (28–4)   |         |           | Estadio Sergio Matto, Canelones |
| 25 juni 2014 16:00 |          |         |           | Estadio Sergio Matto, Canelones |

| 25 juni 2014 20:00 | Uruguay | 27 – 23 | Verenigde Staten | Estadio Sergio Matto, Canelones |
| 25 juni 2014 20:00 | (15–5)  |         |                  | Estadio Sergio Matto, Canelones |
| 25 juni 2014 20:00 |         |         |                  | Estadio Sergio Matto, Canelones |

| 26 juni 2014 14:00 | Verenigde Staten | 34 – 28 | Guatemala | Estadio Sergio Matto, Canelones |
| 26 juni 2014 14:00 | (13–12)          |         |           | Estadio Sergio Matto, Canelones |
| 26 juni 2014 14:00 |                  |         |           | Estadio Sergio Matto, Canelones |

| 26 juni 2014 20:00 | Uruguay | 15 – 32 | Brazilië | Estadio Sergio Matto, Canelones |
| 26 juni 2014 20:00 | (7–15)  |         |          | Estadio Sergio Matto, Canelones |
| 26 juni 2014 20:00 |         |         |          | Estadio Sergio Matto, Canelones |

#### Eindstand
| № | Land             | Wedstrijden | Wedstrijden | Wedstrijden | Wedstrijden | Doelpunten | Doelpunten | Doelpunten | Punten |
| - | ---------------- | ----------- | ----------- | ----------- | ----------- | ---------- | ---------- | ---------- | ------ |
| № | Land             | G           | W           | G           | V           | V          | T          | Saldo      | Punten |
| 1 | Brazilië         | 3           | 3           | 0           | 0           | 114        | 44         | +70        | 6      |
| 2 | Uruguay          | 3           | 2           | 0           | 1           | 78         | 74         | +4         | 4      |
| 3 | Verenigde Staten | 3           | 1           | 0           | 2           | 74         | 83         | –9         | 2      |
| 4 | Guatemala        | 3           | 0           | 0           | 3           | 59         | 124        | –65        | 0      |

### Groep B
| 23 juni 2014 16:30 | Argentinië | 33 – 20 | Groenland | Estadio Sergio Matto, Canelones |
| 23 juni 2014 16:30 | (14–12)    |         |           | Estadio Sergio Matto, Canelones |
| 23 juni 2014 16:30 |            |         |           | Estadio Sergio Matto, Canelones |

| 23 juni 2014 18:30 | Chili  | 34 – 18 | Mexico | Estadio Sergio Matto, Canelones |
| 23 juni 2014 18:30 | (15–8) |         |        | Estadio Sergio Matto, Canelones |
| 23 juni 2014 18:30 |        |         |        | Estadio Sergio Matto, Canelones |

| 25 juni 2014 14:00 | Argentinië | 33 – 16 | Mexico | Estadio Sergio Matto, Canelones |
| 25 juni 2014 14:00 | (18–8)     |         |        | Estadio Sergio Matto, Canelones |
| 25 juni 2014 14:00 |            |         |        | Estadio Sergio Matto, Canelones |

| 25 juni 2014 18:00 | Chili   | 29 – 24 | Groenland | Estadio Sergio Matto, Canelones |
| 25 juni 2014 18:00 | (13–12) |         |           | Estadio Sergio Matto, Canelones |
| 25 juni 2014 18:00 |         |         |           | Estadio Sergio Matto, Canelones |

| 26 juni 2014 18:00 | Chili   | 19 – 34 | Argentinië | Estadio Sergio Matto, Canelones |
| 26 juni 2014 18:00 | (12–16) |         |            | Estadio Sergio Matto, Canelones |
| 26 juni 2014 18:00 |         |         |            | Estadio Sergio Matto, Canelones |

| 26 juni 2014 20:00 | Groenland | 33 – 24 | Mexico | Estadio Sergio Matto, Canelones |
| 26 juni 2014 20:00 | (17–12)   |         |        | Estadio Sergio Matto, Canelones |
| 26 juni 2014 20:00 |           |         |        | Estadio Sergio Matto, Canelones |

#### Eindstand
| № | Land       | Wedstrijden | Wedstrijden | Wedstrijden | Wedstrijden | Doelpunten | Doelpunten | Doelpunten | Punten |
| - | ---------- | ----------- | ----------- | ----------- | ----------- | ---------- | ---------- | ---------- | ------ |
| № | Land       | G           | W           | G           | V           | V          | T          | Saldo      | Punten |
| 1 | Argentinië | 3           | 3           | 0           | 0           | 100        | 55         | +45        | 6      |
| 2 | Chili      | 3           | 2           | 0           | 1           | 82         | 76         | +6         | 4      |
| 3 | Groenland  | 3           | 1           | 0           | 2           | 77         | 86         | –9         | 2      |
| 4 | Mexico     | 3           | 0           | 0           | 3           | 58         | 100        | –42        | 0      |

## Eindronde

### Plaatsingswedstrijden
| 28 juni 2014 16:00 | Groenland | 44 – 22 | Guatemala | Estadio Sergio Matto, Canelones |
| 28 juni 2014 16:00 | (25–12)   |         |           | Estadio Sergio Matto, Canelones |
| 28 juni 2014 16:00 |           |         |           | Estadio Sergio Matto, Canelones |

| 28 juni 2014 20:00 | Verenigde Staten | 41 – 28 | Mexico | Estadio Sergio Matto, Canelones |
| 28 juni 2014 20:00 | (20–12)          |         |        | Estadio Sergio Matto, Canelones |
| 28 juni 2014 20:00 |                  |         |        | Estadio Sergio Matto, Canelones |

### Halve finales
| 28 juni 2014 14:00 | Argentinië | 30 – 16 | Uruguay | Estadio Sergio Matto, Canelones |
| 28 juni 2014 14:00 | (18–6)     |         |         | Estadio Sergio Matto, Canelones |
| 28 juni 2014 14:00 |            |         |         | Estadio Sergio Matto, Canelones |

| 28 juni 2014 18:00 | Brazilië | 36 – 28 | Chili | Estadio Sergio Matto, Canelones |
| 28 juni 2014 18:00 | (16–13)  |         |       | Estadio Sergio Matto, Canelones |
| 28 juni 2014 18:00 |          |         |       | Estadio Sergio Matto, Canelones |

### Om zevende plaats
| 29 juni 2014 14:00 | Mexico | 37 – 16 | Guatemala | Estadio Sergio Matto, Canelones |
| 29 juni 2014 14:00 | (15–9) |         |           | Estadio Sergio Matto, Canelones |
| 29 juni 2014 14:00 |        |         |           | Estadio Sergio Matto, Canelones |

### Om vijfde plaats
| 29 juni 2014 16:00 | Groenland | 43 – 32 | Verenigde Staten | Estadio Sergio Matto, Canelones |
| 29 juni 2014 16:00 | (25–14)   |         |                  | Estadio Sergio Matto, Canelones |
| 29 juni 2014 16:00 |           |         |                  | Estadio Sergio Matto, Canelones |

### Troostfinale
| 29 juni 2014 18:00 | Chili   | 25 – 24 | Uruguay | Estadio Sergio Matto, Canelones |
| 29 juni 2014 18:00 | (13–13) |         |         | Estadio Sergio Matto, Canelones |
| 29 juni 2014 18:00 |         |         |         | Estadio Sergio Matto, Canelones |

### Finale
| 29 juni 2014 20:00 | Argentinië | 30–19 | Brazilië | Estadio Sergio Matto, Canelones Toeschouwers: 1.250 |
| 29 juni 2014 20:00 | (15–12)    |       |          | Estadio Sergio Matto, Canelones Toeschouwers: 1.250 |
| 29 juni 2014 20:00 |            |       |          | Estadio Sergio Matto, Canelones Toeschouwers: 1.250 |

## All-Star Team
- Doel:  Maik Santos
- Linkerhoek:  Akutaaneq Kreutzmann
- Linkeropbouw:  Alejandro Velazco
- Middenopbouw:  Diego Simonet
- Rechteropbouw:  Federico Pizarro
- Rechterhoek:  Rodrigo Salinas
- Cirkelloper:  Marco Oñeto